# Parco regionale dell'Appia antica
Il parco dell'Appia Antica è il parco urbano più grande d'Europa ed è un'area naturale protetta di circa 4 580 ettari istituita nel 1988 dalla Regione Lazio all'interno dei territori comunali di Roma, Ciampino e Marino. Dal 2024 vari tratti della via Appia Antica sono Patrimonio dell'umanità UNESCO, in particolare quello tra il 1° e il 13° miglio che ricade nel parco.
Il territorio è un "cuneo verde" tra il centro di Roma e i Colli Albani, che rappresenta il residuo più importante dell'Agro Romano dal punto di vista storico, archeologico e paesaggistico. Comprende infatti la via Appia Antica e le sue adiacenze per un tratto di 16 chilometri (compresa la Villa dei Quintili), la valle della Caffarella (200 hm²), le aree archeologiche degli Acquedotti (240 hm²), di Tor Fiscale e delle tombe della via Latina, la Tenuta di Tor Marancia (220 hm²) e quella della Farnesiana (180 hm²).
I confini sono a nord le Mura aureliane, a ovest la via Ardeatina e la linea ferroviaria Roma-Cassino-Napoli, a est i quartieri Appio-Latino e Appio Claudio e la via Appia Nuova, mentre a sud il Parco arriva ai moderni centri abitati di Frattocchie e Santa Maria delle Mole.
Per quanto riguarda la tutela archeologica, monumentale e paesaggistica la medesima area è soggetta anche al Parco archeologico dell'Appia Antica.

## Storia
L'idea di un grande parco archeologico tra il Foro Romano e i Castelli Romani emerge per la prima volta durante il periodo napoleonico. È però Papa Pio IX ad attuare i primi interventi di sistemazione archeologica dell‘Appia Antica, affidati a Luigi Canina. Dopo l'Unità, Rodolfo Lanciani, Guido Baccelli e Ruggero Bonghi lanciano alcuni progetti di recupero dell'area, i cui effetti sono però limitati alla Passeggiata archeologica (oggi viale delle Terme di Caracalla).

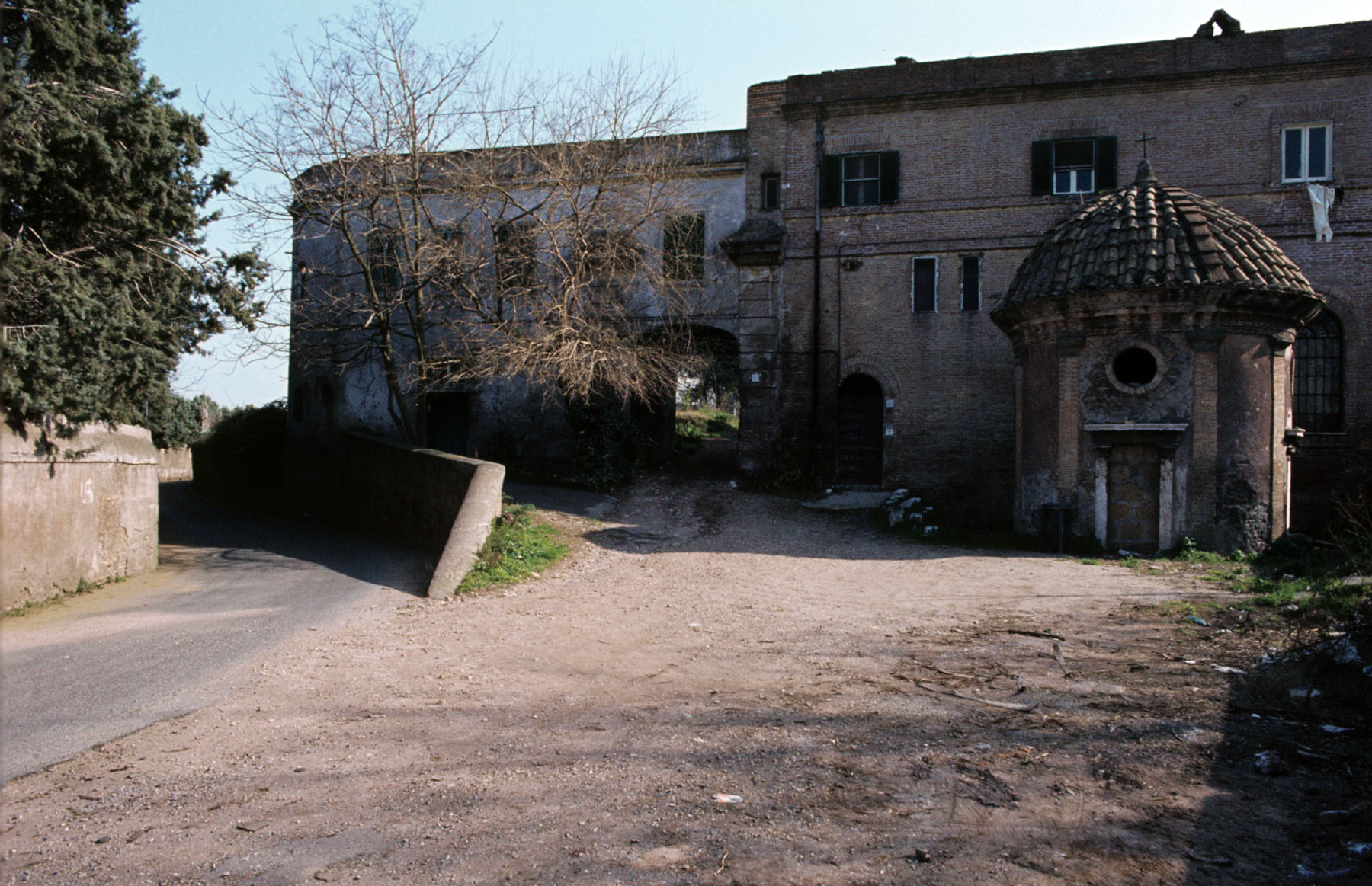
Accanto al bivio con l'Appia Antica: a destra la cappella di Reginald Pole, a sinistra l'ingresso di via della Caffarella

Nel 1931 il Piano regolatore prevede l'Appia Antica come un "grande parco" circondato da una "zona di rispetto", ma già nel secondo dopoguerra corre il rischio di essere sommersa dal cemento, a causa sia dei progetti di costruzione di complessi abitativi e sportivi a poca distanza dai monumenti, sia dell'azione continua e altrettanto distruttiva dell'abusivismo edilizio per ristrutturare casali preesistenti e insediare attività produttive. Peraltro, la realizzazione del Grande raccordo anulare ha tagliato in due la strada all'altezza del settimo miglio fino alla realizzazione dell'attuale galleria in occasione del Giubileo del 2000.

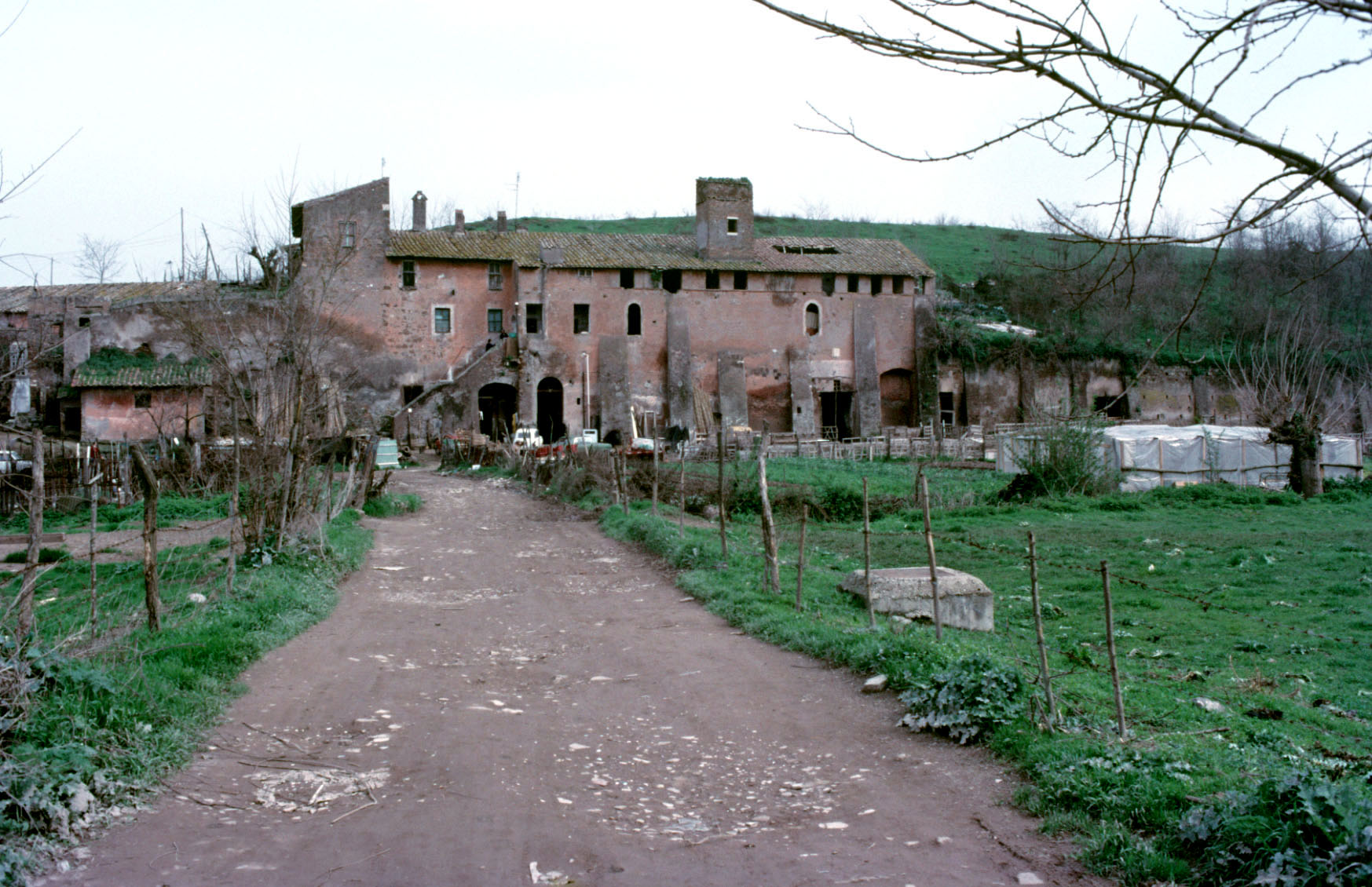
Casale Vaccareccia alla valle della Caffarella costruzione del 1547

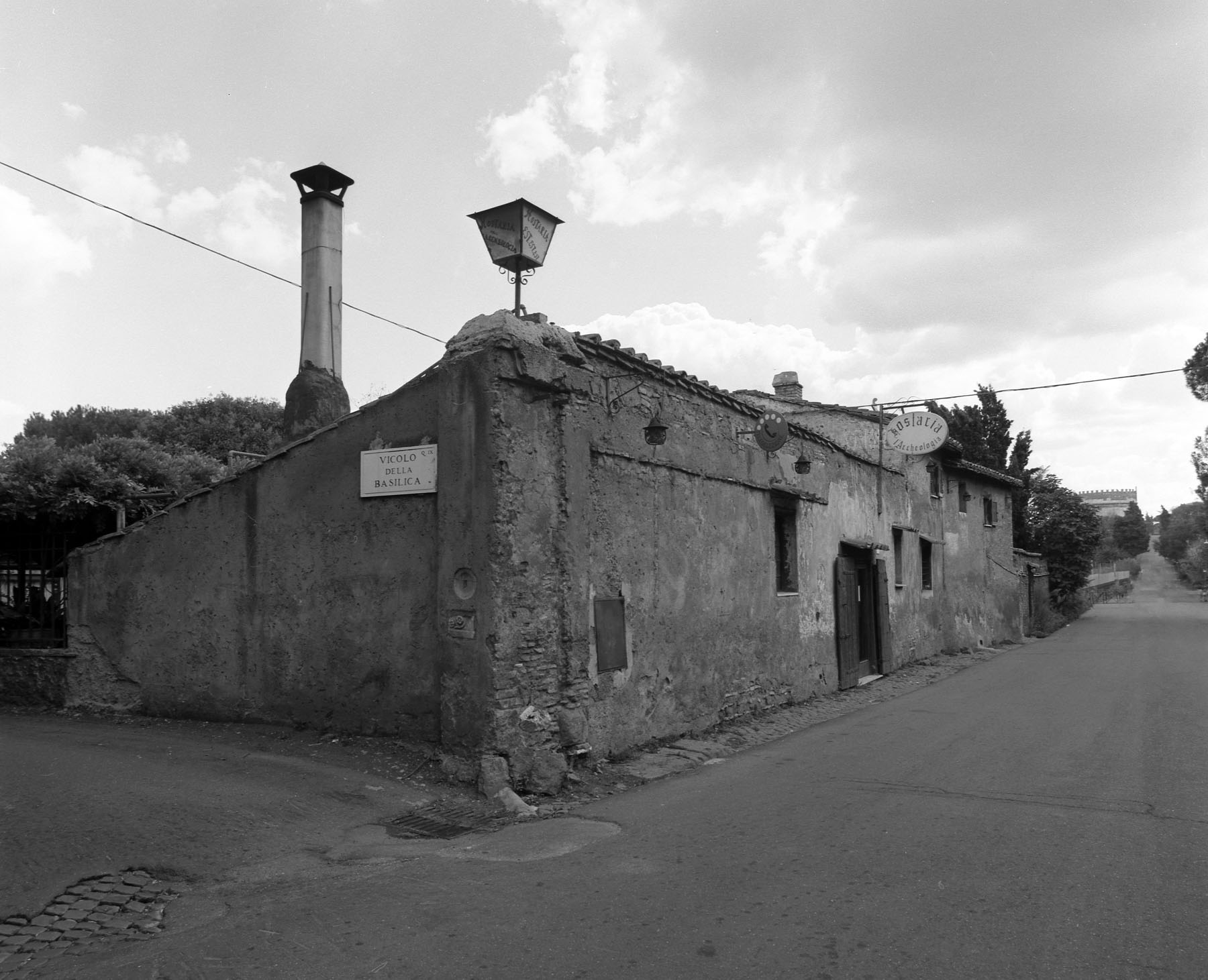
Vicolo della Basilica presso Appia Antica

Alla fine degli anni cinquanta Antonio Cederna e l'associazione Italia Nostra avviano una lunga battaglia per la salvaguardia dell'Appia Antica, che coinvolge sempre più l'opinione pubblica, finché nel 1988 la Regione approva l'istituzione del Parco Regionale, di cui diventa presidente nel 1993 lo stesso Cederna.
Nel 2002 il Parco è stato ampliato con l'acquisizione definitiva della tenuta di Tor Marancia, e nel 2018 con le aree a sud di Cornacchiole, Fiorano, Divino Amore, Falcognana e Mugilla.
Il territorio del Parco è rimasto al 95% di proprietà privata: il 40% appartiene ancora alle antiche tenute dell'aristocrazia romana, il 25% a società, il 20% a piccoli proprietari, il 10% a enti religiosi. L'area pubblica comprende un 2% di demanio comunale, un altro 2% di demanio storico-artistico, e anche l'1% di demanio militare.

## Valle della Caffarella
Una parte importante del parco consiste nella valle della Caffarella, un'area di circa 200 ettari, dove sono concentrate straordinarie qualità archeologiche e paesaggistiche. Si estende tra via Latina e via Appia Antica, dalle Mura Aureliane fino a via dell'Almone.
Il nome deriva dalla famiglia Caffarelli, proprietaria del fondo, indicativamente, dal 1500 fino al 1800, quando venne ceduto alla famiglia Pallavicini. Si susseguono diversi passaggi di proprietà e frazionamenti del territorio, intorno al 1930, lungo via Latina, via Mondaini, via di Vigna Fabbri e via dei Cessati Spiriti si cominciarono a costruire delle baracche. Nel 1946 il Comune diede formalmente il nome di Borghetto di via Latina all’insieme di baracche e casette costruite abusivamente, tra il 1960 e il 1970 l’insediamento aumenterà di dimensione e verrà demolito nel 1981.

Dalle fonti storiche sembra che in epoca romana il territorio appartenesse a Erode Attico, oratore e politico ateniese vissuto a Roma nel II sec. d.C., in quanto la moglie, Annia Regilla, portò in dote il fondo che si estendeva tra II e il III miglio della via Appia. Erode Attico fece realizzare un’enorme villa le cui fondazioni sono state ritrovate qualche anno fa, all’interno di una proprietà privata, e sono state portate alla luce insieme a delle vasche appartenenti a diversi ambienti termali privati della villa, mosaici, statue. Alla morte di Annia, nel 160 circa, Erode venne accusato di averla uccisa. Ritenuto innocente, dedicò la proprietà, in memoria della moglie, alle divinità dell’oltretomba, dando il nome di Pago Triopio. Ai Musei Capitolini è visibile un’iscrizione, collocata originariamente all'ingresso del fondo, che riporta la frase in latino e in greco: "Annia Regilla, moglie di Erode Attico, luce della casa, alla quale appartennero questi beni".

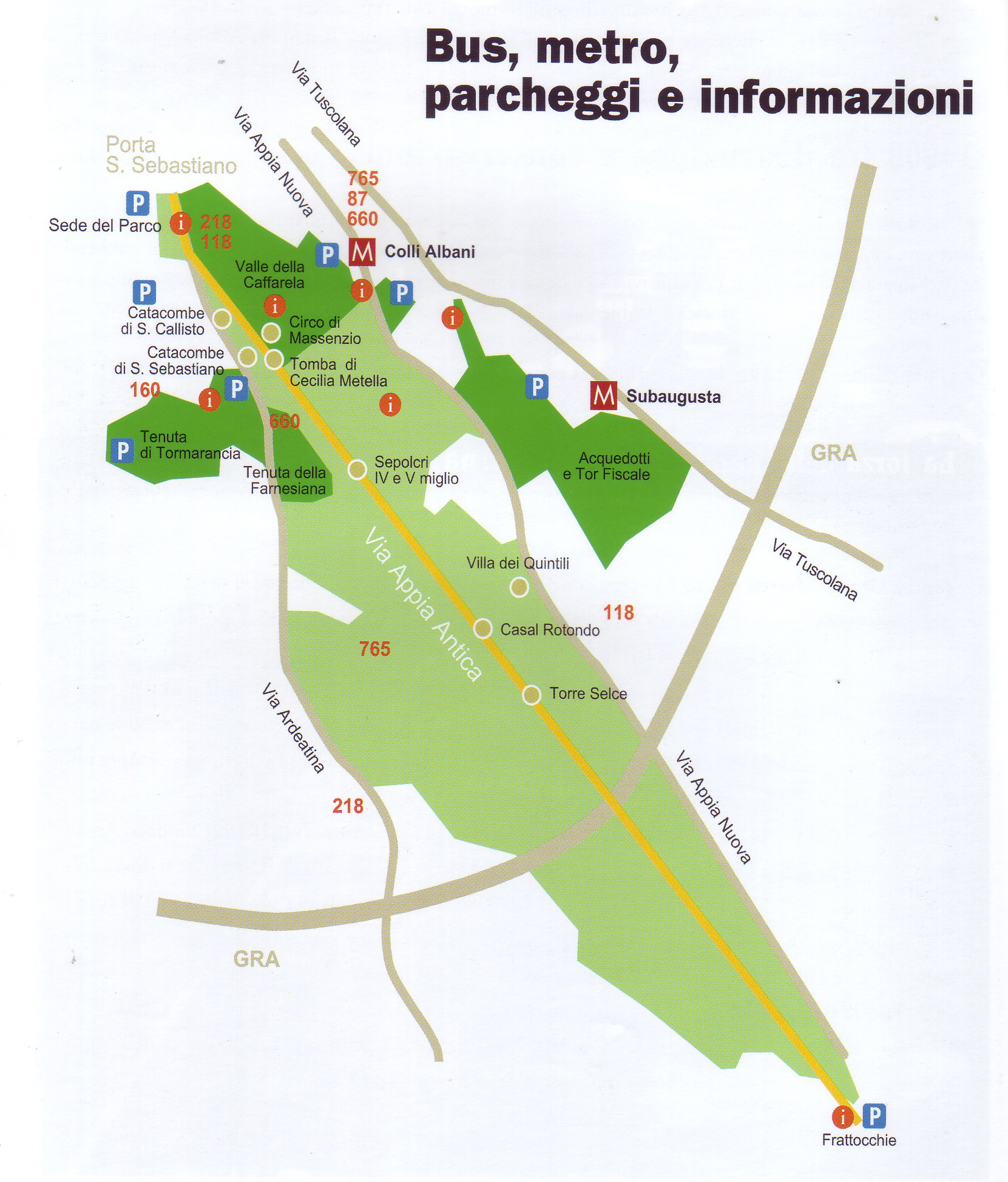
Mappa del parco dell'Appia Antica

Nella valle della Caffarella sorgono:
1. Cinque cisterne romane databili fin dall’epoca repubblicana (Cisterna Fienile, Cisterna Ninfeo, Cisterna Romana, Cisterna Grande, Cisterna monumentale)
2. Il ninfeo di Egeria
3. Il tempio del Dio Redìcolo
4. Il colombario di Costantino
5. Il tempio di Cerere e Faustina (chiesa di Sant’Urbano)
6. Le “valche”, torri e/o mulini costruiti intorno all’XI secolo in prossimità del fiume Almone per la lavorazione e il lavaggio di lana e tessuti
7. Una torre della fine del XII secolo
8. Il cosiddetto casale della Vaccareccia, citato già nel XII secolo, modificato nel 1500 dalla famiglia Caffarelli
9. Il casale dell'ex Mulino
10. Il casale Vigna Cardinali
11. Il casale di Vigna Cartoni
12. L'ex Cartiera Latina
13. Il fiume Almone, piccolo aﬄuente del Tevere
14. Il laghetto del Pioppeto
15. Tre lecci appartenenti al Bosco sacro

2. Ninfeo di Egeria
Il Ninfeo di Egeria, situato all’interno del Parco, è conosciuto con questa denominazione a causa di un errore compiuto da studiosi del 1600 che lo individuarono con il ninfeo che,  invece, si doveva trovare al primo miglio dopo le Mura Repubblicane. La struttura risale alla metà del II secolo d.C. ed è stata realizzata in opus mixtum (letteralmente "lavoro misto"- opera mista) costituito da opus incertum (piccoli blocchi di pietra di forma irregolare)  e opus latericium (laterizi). La tecnica in opus mixtum è visibile nella parete sinistra del ninfeo con ammorsatura ( l’opus latericium forma una specie di dente). Un'altra tecnica utilizzata è l’opus reticulatum, visibile al di sopra dell’arco a tutto sesto posto al centro. Il Ninfeo era interamente rivestito di marmi policromi (prevalentemente bianco e verde) e di mosaici realizzati con tessere in pasta vitrea di vari colori.
Posta centralmente un’aula rettangolare coperta con volta a botte (in origine, per imitare una grotta, era stata realizzata con un rivestimento in pietra pomice), sul fondo, all’interno di un arco a tutto sesto, è posta una nicchia, lateralmente altre tre nicchie più piccole all’interno delle quali erano collocate delle statue. Nella nicchia centrale, alla base di una statua acefala semisdraiata raffigurante una divinità fluviale, sgorga ancora l'acqua.  La divinità raffigurata, probabilmente, è il dio Almone, legato al culto della vita e della fertilità (il piccolo fiume, aﬄuente del Tevere e terzo fiume di Roma, ancora presente nel Parco, nasce da infiltrazioni del lago Albano e confluiva nel Tevere; attualmente il suo corso è deviato verso il depuratore di Roma sud). Il Ninfeo si allarga con due ambienti laterali, anch’essi abbelliti con delle nicchie. Il ninfeo era concluso con un quadriportico (non conservatosi) che si apriva verso il ﬁume Almone. Molto interessanti sono le vedute del Ninfeo realizzate da Giambattista Piranesi nel 1741: Spelonca della Ninfa Egeria, detta volgarmente la Cafarella Tempio delle Camene oggi S.Urbano (incisione) e  Il cosiddetto Ninfeo di Egeria con scena di saltarello acquerello monocromo del 1789 di Carlo Labruzzi.
3. Il Tempio del Dio Redìcolo (Cenotafio di Annia Regilla) 
Il cosiddetto Tempio del Dio Redìcolo (il dio che proteggeva il ritorno dei romani nella loro città) appartiene alla tipologia della tomba a tempio. In realtà si tratterebbe forse di una tomba per Annia Regilla, moglie di Erode Attico, anche se, quasi certamente, non ospitò mai le sue spoglie (con maggiore probabilità venne sepolta in Grecia, dove si trovava quando morì in circostanze non chiare). Realizzato nella seconda metà del II sec. d.C. presenta all’esterno, elemento caratteristico dell’edificio, l’uso a vista dei laterizi, i cui colori diversi (gialli per le pareti e rossi per le modanature) tratteggiano una elegante policromia, evidenziando gli elementi decorativi.  Il prospetto (sempre visibile attraverso il cancello) imita un tempietto tramite quattro lesene con capitello corinzio. Il prospetto opposto, molto rovinato, presenta, al di sopra del portale, una nicchia semicircolare, sormontata da un frontone, e ai lati una finestra con cornice sorretta da mensole. Il prospetto laterale (che era il principale in quanto rivolto verso una strada che arrivava sull'Appia Antica) è caratterizzato da due semicolonne di forma ottagonale (poste all’interno di nicchie rettangolari realizzate nel muro perimetrale) che dividono le pareti in tre parti. Al centro una finestra rettangolare presenta una cornice sorretta da mensole, nelle parti laterali due vani rettangolari che, probabilmente, contenevano delle iscrizioni, al di sotto, evidenziata da una cornice in laterizio rosso, una bellissima greca in laterizio giallo. Il tempietto è concluso con un frontone caratterizzato da cornice a dentelli e mensole aggettanti.
4. Colombario di Costantino
ll Colombario di Costantino è in realtà un sepolcro a tempietto (come il Tempio del dio Redìcolo e la “Sedia del diavolo”); anche l’attribuzione di Costantino è errata in quanto è stato edificato nella seconda metà del II sec. d.C. Costruito con la tipologia di un tempio in antis, presentava tra le ante (i due muri laterali sporgenti) due colonne, oggi scomparse ed è stato realizzato con laterizi bicromi (mattoni gialli per le strutture e rossi per le decorazioni) coperto da una volta a crociera non più esistente. L’interno era a due piani, il piano superiore riservato alle cerimonie funebri. Sono visibili tre nicchie ed un arcosolio nella parete di fondo ed una nicchia in ciascuna delle pareti laterali. Durante il Medioevo l’edificio venne trasformato in mulino: un canale d’acqua faceva girare una macina posta all’interno. Intorno al 1600 era, probabilmente, un’abitazione. Nel 1999, durante i lavori di restauro, nella zona limitrofa è stata scoperta una vasta area sepolcrale che non è stata, però, portata alla luce.
5. Tempio di Cerere e Faustina (Chiesa di Sant’Urbano)
ll Tempio di Cerere e Faustina, realizzato intorno al 160 d.C., era collocato al centro di un’area porticata, di cui si conservano pochissime tracce (secondo alcuni storici si trattava del campo di Atena e Nemesi ricordato dalle iscrizioni). Le divinità alle quali era dedicato il tempio erano Cerere , la dea della fertilità dei campi e dei raccolti (madre di Proserpina) e Faustina, la defunta moglie, divinizzata, dell’imperatore Antonino Pio. Il tempio venne trasformato in luogo di culto cristiano, intorno al IX sec. e dedicato a Sant’Urbano. Il tempio, prostilo e tetrastilo, era posizionato su un podio (oggi interrato) con sette gradini che conducevano al pronao. Presenta in facciata quattro colonne scanalate con capitello corinzio, inglobate in un muro realizzato nel 1634 per migliorare la staticità dell’edificio insieme alla costruzione dei contrafforti angolari. Le colonne, i capitelli corinzi e l’architrave sono in marmo pentelico  (lo stesso tipo di marmo utilizzato nell'Acropoli di Atene per la costruzione del Partenone, dell’Eretteo e dei Propilei) proveniente dalla Grecia, al di sopra, due cornici in cotto inquadrano un alto attico in laterizio;  i prospetti principali sono conclusi con un frontone con decorazioni e mensole in laterizio. Dall’esterno si accede nel pronao e poi nella cella, dove le pareti sono suddivise orizzontalmente in tre fasce. Quella centrale è suddivisa verticalmente da piccole lesene in cotto con capitelli corinzi in peperino, che inquadrano specchiature (riquadri rettangolari) con archetti abbinati. All’interno delle specchiature sono visibili degli affreschi altomedioevali restaurati nel 1634 su commissione del cardinale Francesco Barberini, il cui stemma è stato inserito nel muro della cella al di sopra della porta d’ingresso. La fascia inferiore è liscia, così come quella superiore, tra questa e l'imposta della volta erano collocati degli altorilievi che dovevano celebrare le vittorie e le virtù imperiali; di questi, solo quello posto sulla parete destra si è parzialmente conservato. La copertura, caratterizzata da una volta a botte, presenta una decorazione in stucco ad ottagoni e quadrati; soltanto due, di tutti i fregi inseriti all’interno di queste due forme, evidenziate da cornici, sono ancora visibili.  Nell’ottagono centrale sono individuabili, a sinistra, una figura femminile (Annia Regilla o Faustina), con l‘himation e il chitone,  e una figura maschile (Erode Attico?) a destra; all’interno del quadrato sono riconoscibili i petali di un fiore in altorilievo.  La chiesa si trova, purtroppo, all'interno di una proprietà privata che organizza ricevimenti: “Villa S. Urbano”, ed è solitamente chiusa al pubblico.  La Sovrintendenza Archeologica di Roma Capitale, il Vicariato di Roma e l’Ente Parco Regionale dell’Appia Antica organizzano delle visite guidate.
9. Casale dell'ex Mulino
Situato accanto al Sepolcro di Annia Regilla (Tempio del Dio Redicolo) si trova il Casale dell'ex Mulino– L’edificio nel corso dei secoli ha subito molteplici trasformazioni, intorno al 1550 era utilizzato per la lavorazione e il lavaggio di lana e tessuti (valca) e compare nella carta di Eufrosino della Volpaia del 1547. In seguito, venne trasformato in mulino per i cereali alimentato da un piccolo acquedotto; si ha notizia che, nel XIX secolo, fosse inglobato in un casale di proprietà della famiglia Torlonia e conosciuto come “Mola della Caﬀarella”, rimasta in funzione ﬁno al 1930. Fino al XVIIIsec. (come appare nell’acquarello di monocromo di Carlo Labruzzi del 1750) era visibile una torre di avvistamento, una delle cinque torri poste a guardia dei valichi del ﬁume Almone, le cui fondamenta vennero incorporate nel casale.
12. L'ex Cartiera Latina: recupero e ridestinazione delle preesistenze

Lungo la riva dell'Almone, verso l'incrocio con l'Appia antica, si sono stabilite nei secoli attività produttive di vario genere, aventi come denominatore comune la disponibilità di acqua corrente e l'accesso comodo ad una rete stradale consolidata. I Cappuccini vi tennero nel XVII secolo una gualchiera per la follatura dei panni di lana; in seguito la valca, detta d'Acquataccio (una delle tre esistenti nella Valle della Caffarella), fu prima trasformata in impianto di macinazione, e poi, dal 1912, in cartiera. L'azienda, unica del suo settore nel comune di Roma, fabbricava carte particolari e leggere, aventi come materia prima cenci di lino e di cotone. La produzione proseguì fino agli anni cinquanta, poi l'azienda smise la produzione, e il fallimento divenne definitivo nel 1991. I macchinari rimasero sul posto, abbandonati come gli edifici. Nel 1997, costituito finalmente il Parco regionale, Il Comune di Roma acquisì la tutela del sito avviando il restauro degli edifici e la ridestinazione dell'area.

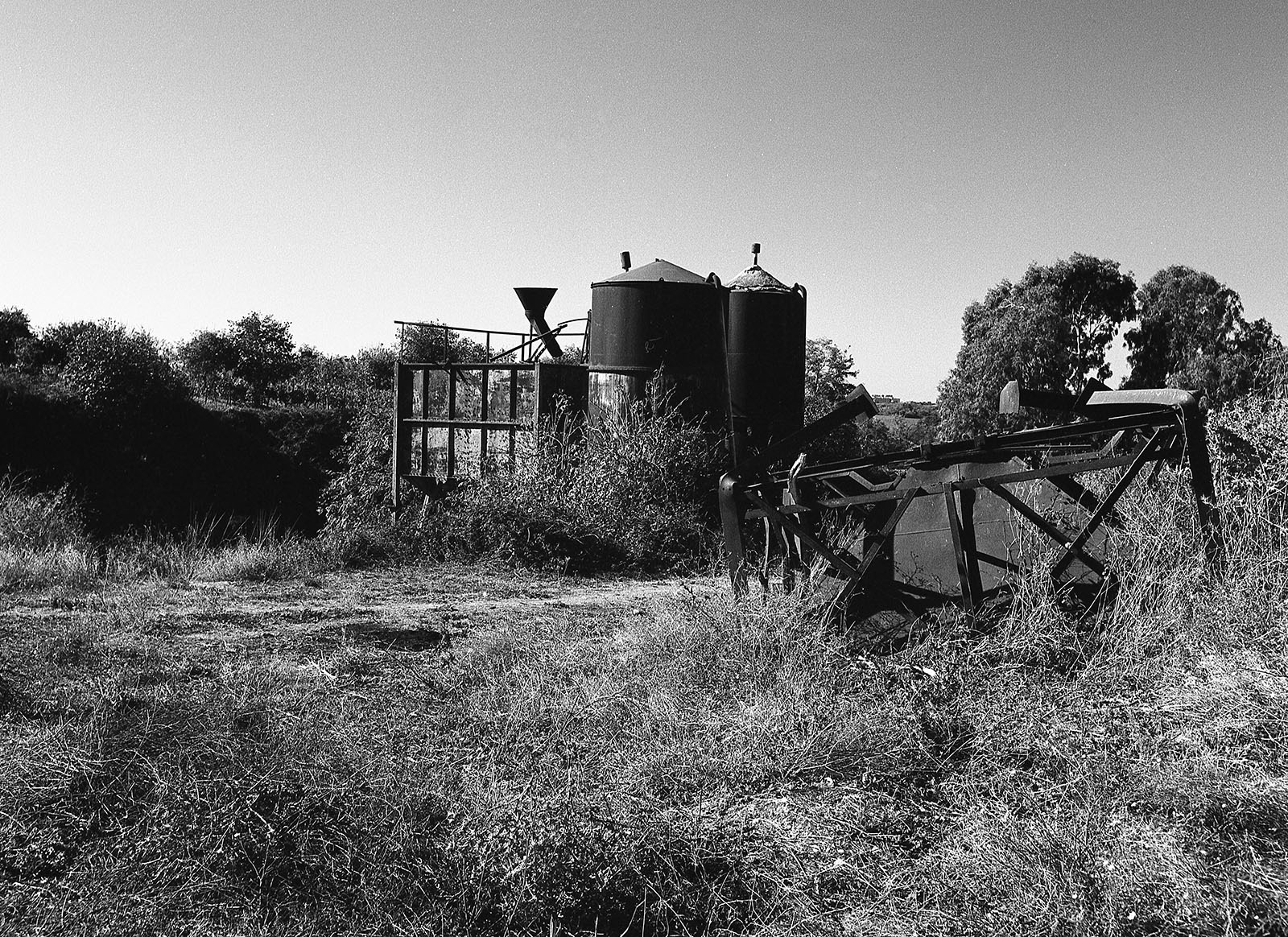
Relitto archeologia agricola alla Caffarella (anni 40 ca)

Il Parco della Caffarella è stato sempre molto ricco di acque che hanno favorito l’attività agricola e artigianale. Inoltre, intorno all’XI sec., sono stati costruiti dei sistemi idraulici che sfruttavano la forza motrice dell’acqua. In prossimità del fiume Almone sono ancora visibili delle strutture (mulini e torri) modificate o realizzate per la produzione di farina e/o per lavorazione e il lavaggio di lana e tessuti (le cosiddette valche).  Attualmente nella Valle, oltre al fiume Almone, che ha origine alle pendici dei Colli Albani, sono presenti due marrane che nascono in prossimità di via dell’Almone e sono alimentate da sorgenti. Il percorso del piccolo fiume Almone, affluente del Tevere e terzo fiume di Roma, è individuabile dall'origine, alle pendici dei Colli Albani (nasce da infiltrazioni del lago di Albano), fino all’aeroporto di Ciampino e poi nuovamente all’altezza della fonte dell’Acqua Santa  ( Egeria) dove raccoglie le acque di due fossi; è visibile, ancora, all’interno della valle fino alla via Cristoforo Colombo. L'Almone confluiva nel Tevere, attualmente il suo corso è deviato verso il collettore di Roma sud.  Il fiume Almone era ritenuto sacro dai Romani (con molta probabilità la statua acefala semisdraiata posta nella nicchia centrale del Ninfeo di Egeria  (2) - raffigura il dio Almone, legato al culto della vita e della fertilità), le cui vicende vengono raccontate da Virgilio nell’Eneide (IV libro vv.531-34 ): " Allora davanti alla schiera, per stridente saetta, cadde il giovane Almone, dei figli di Tirro il maggiore; s'infisse sotto la gola la punta e dell'umida voce chiuse col sangue la via, e la vita sottile."
Due delle tante sorgenti presenti nel Parco sono ben visibili: una si trova all’incrocio con il sentiero che porta all'Orto didattico e al Casale della Vaccareccia. L'altra si trova nei pressi del Ninfeo Egeria. Entrambe le sorgenti vanno ad alimentare la Marrana di sinistra. Su una piccola altura, di fronte alla chiesa di S. Urbano -Tempio di Cerere e Faustina (5), si conservano tre lecci gli unici rimasti del bosco di lecci secolari, identificato, inesattamente, già dal 1400, con il Bosco sacro di Egeria, in cui, secondo la leggenda, re Numa Pompilio ha incontrato la ninfa Egeria, che gli diede l’ispirazione per redigere le leggi sacre di Roma. Il bosco sacro, probabilmente, doveva essere identificato con il bosco delle Camene, localizzato all’interno delle mura Aureliane.  Posto in un angolo del Parco, poco conosciuto anche ai frequentatori abituali, si trova il Laghetto del Pioppeto, non si può, però, arrivare alle sponde, è visibile solo da un capanno in legno che permette di ammirare una piccola oasi per la flora e la fauna della valle, infatti, il Parco ospita una incredibile varietà di specie vegetali ed animali. Le specie più particolari, per la flora, sono: l’orchidea acquatica (a Roma è presente solo qui e al Parco del Pineto) il lupino greco con fiori blu (presente soltanto in altre località della Toscana, della Puglia, della Calabria e della Sicilia) e grandi alberi di farnia.  Per quanto riguarda la fauna si possono incontrare (tra gli altri) facilmente: la volpe, il riccio e il coniglio bianco; più raramente: la donnola, l'istrice crestato, la talpa e la lepre.

## Collegamenti
La domenica e i giorni festivi l'Appia Antica è isola pedonale.
|  | È raggiungibile dalle stazioni di Capannelle e Santa Maria delle Mole. |

|  | È raggiungibile dalla stazione di Capannelle. |

|  | È raggiungibile dalla stazione di Torricola. |

|  | È raggiungibile dalla stazione di Torricola. |

## Galleria d'immagini

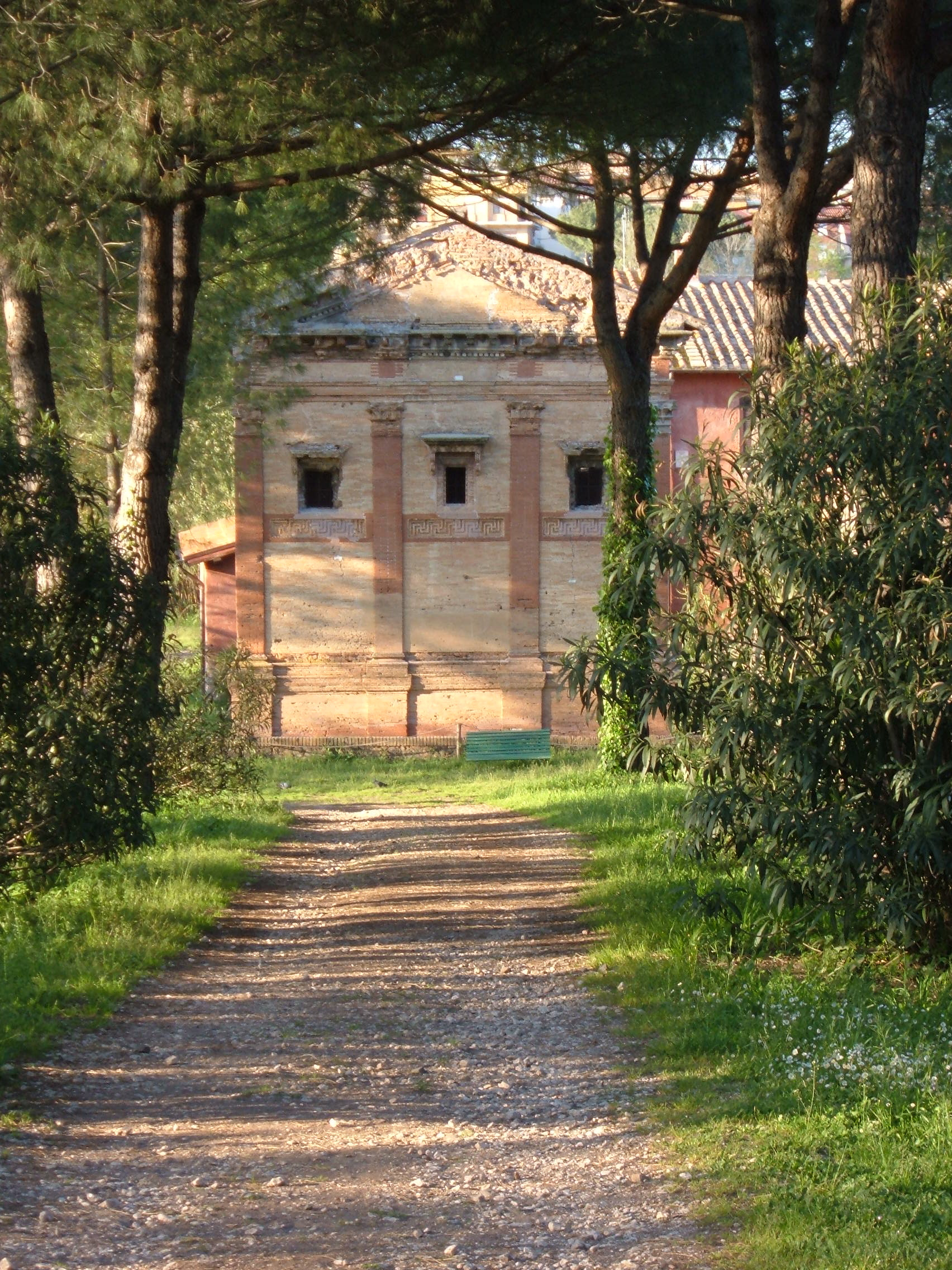
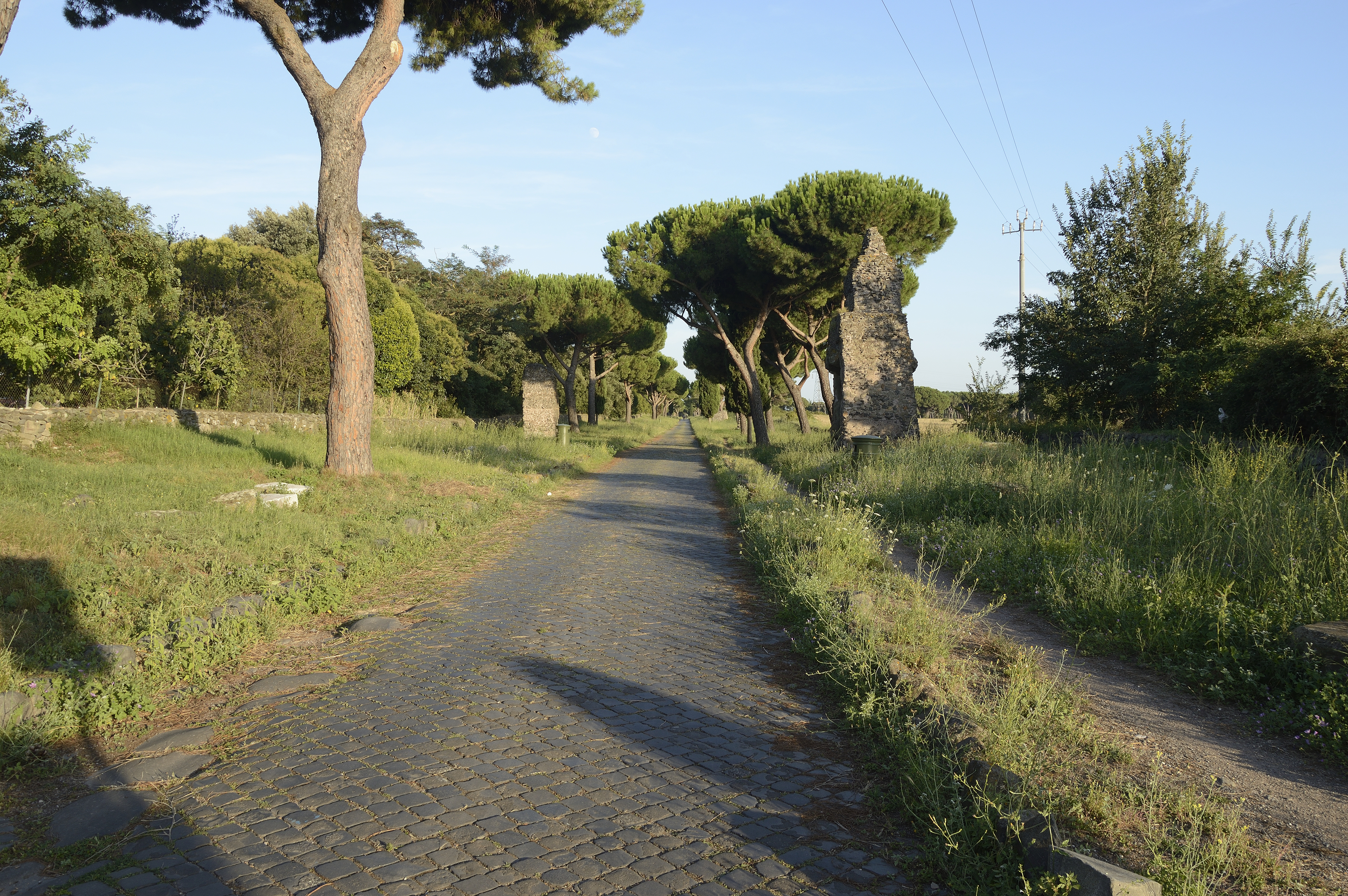
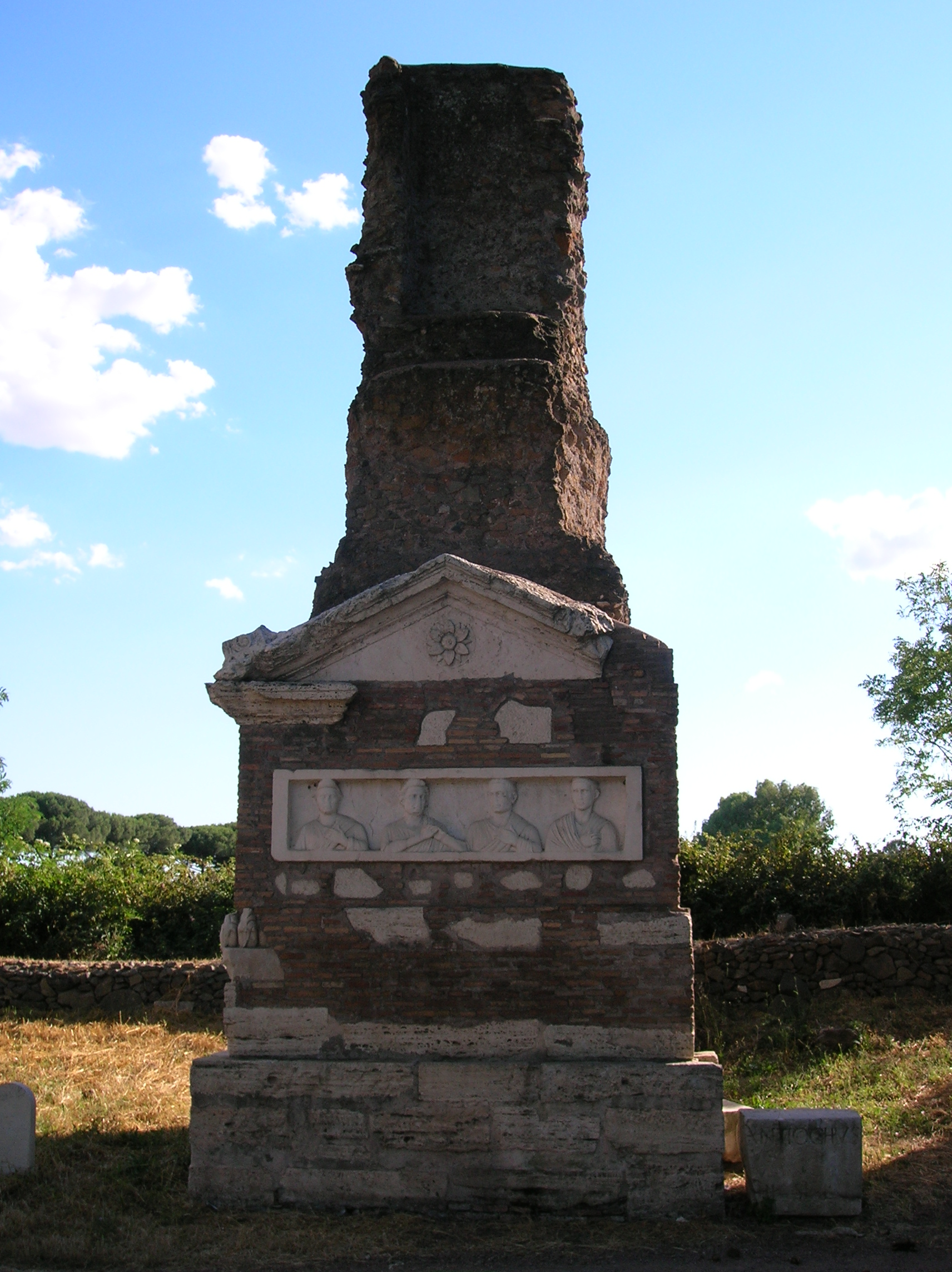
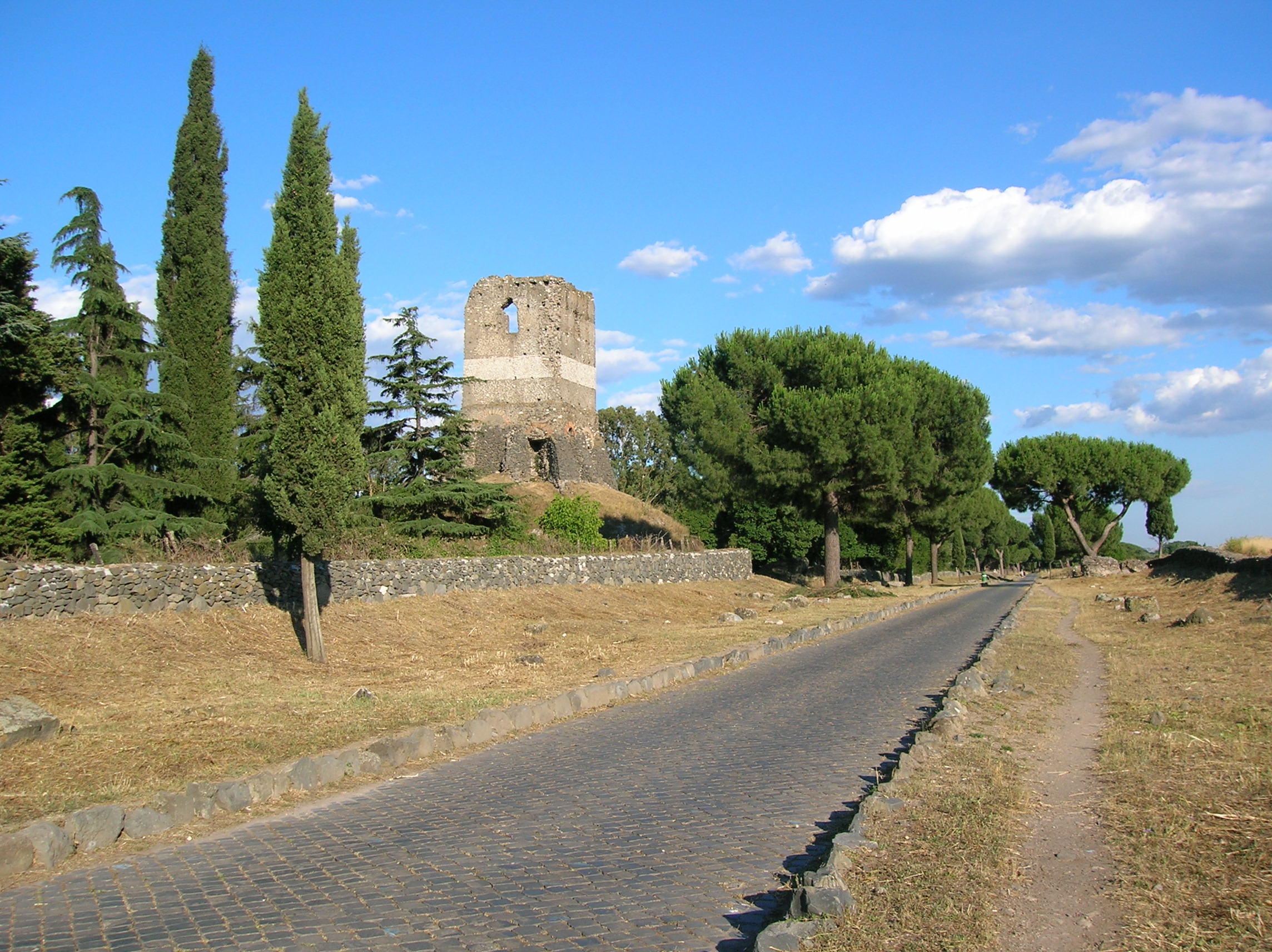
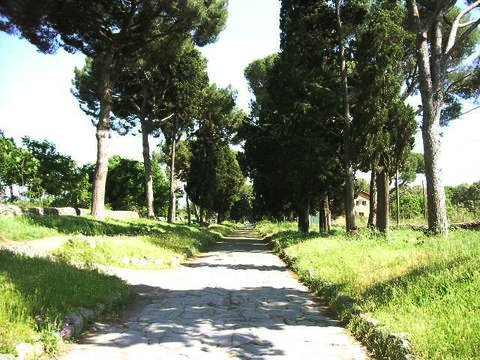
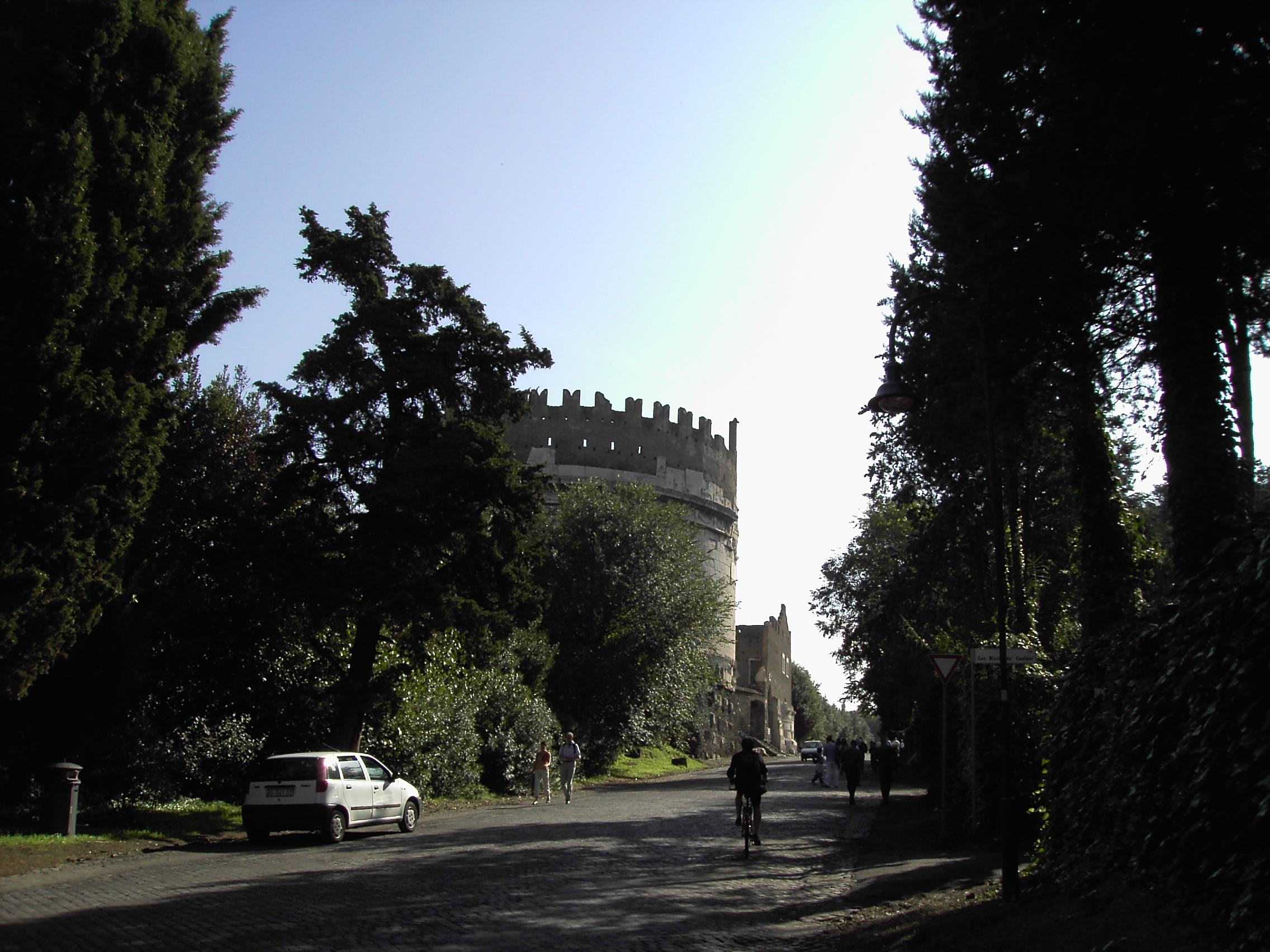
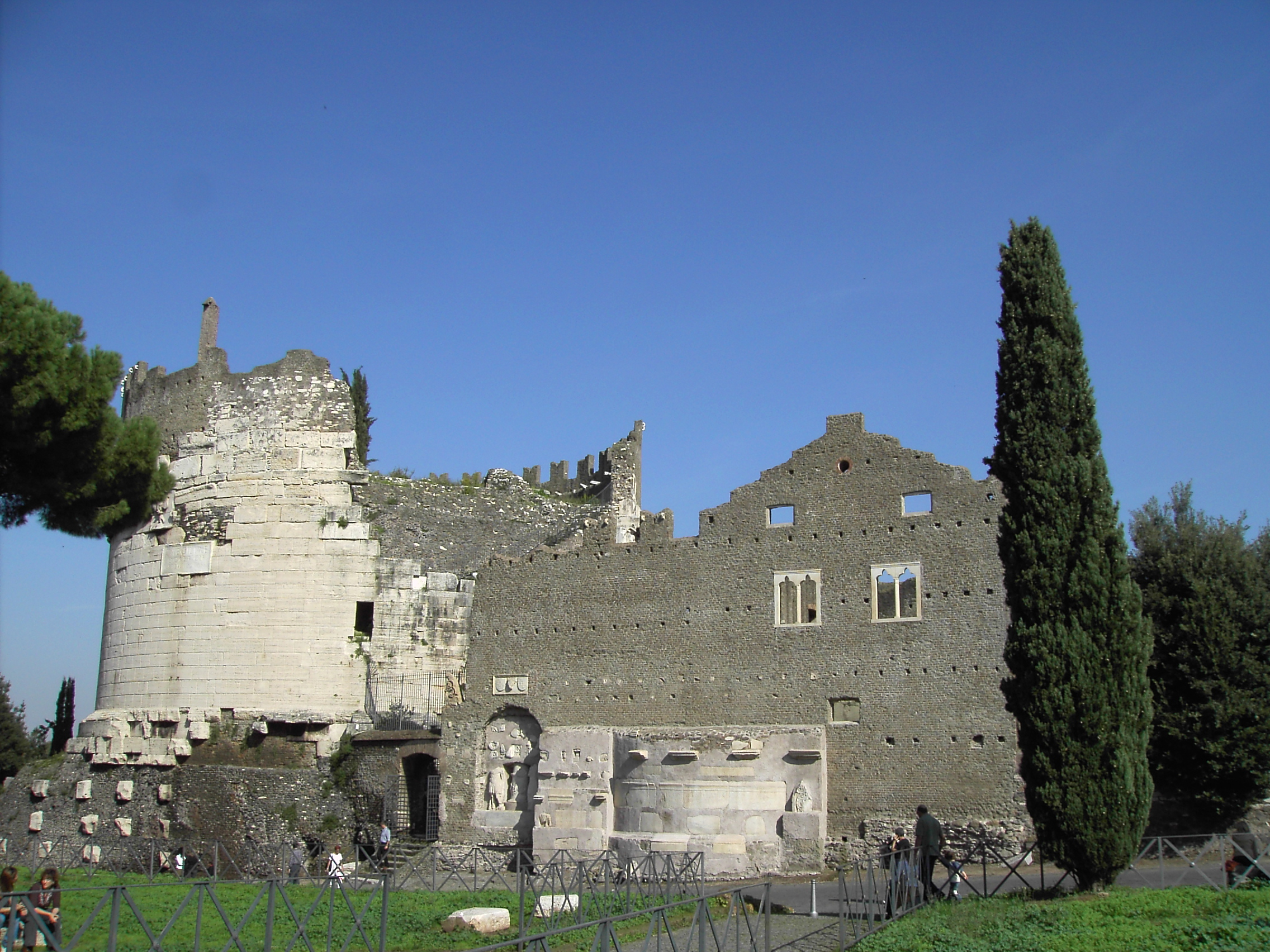
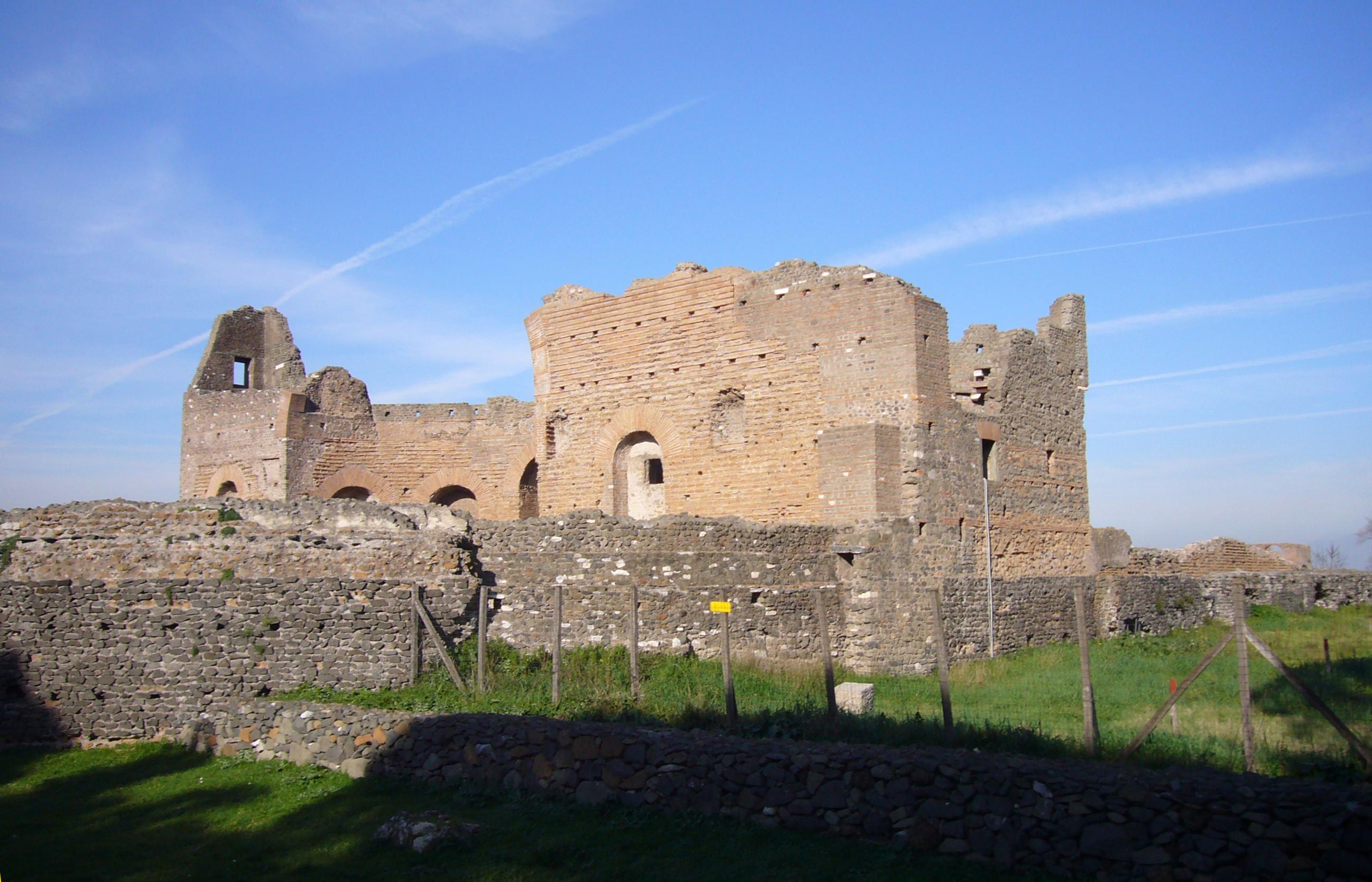
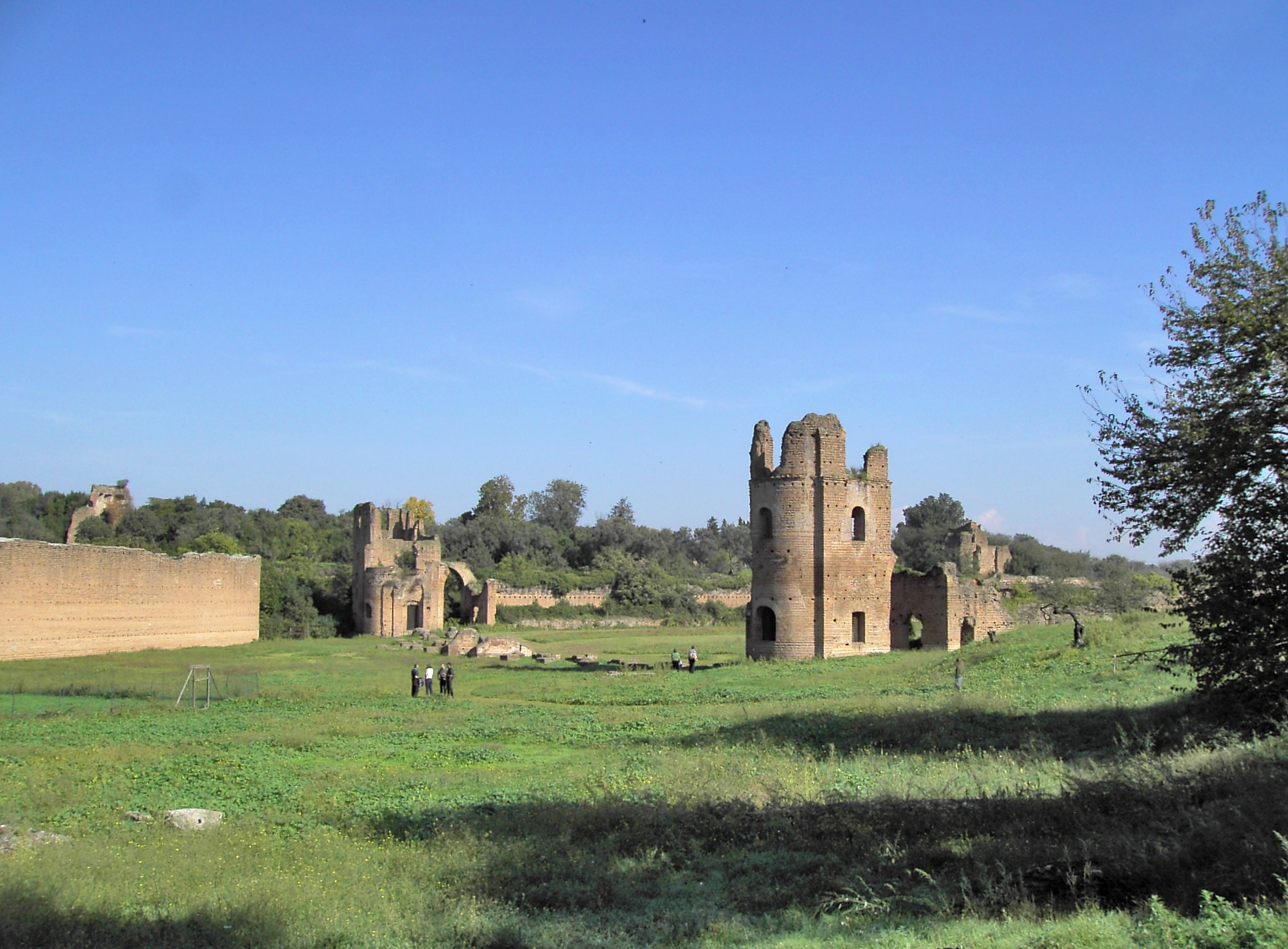
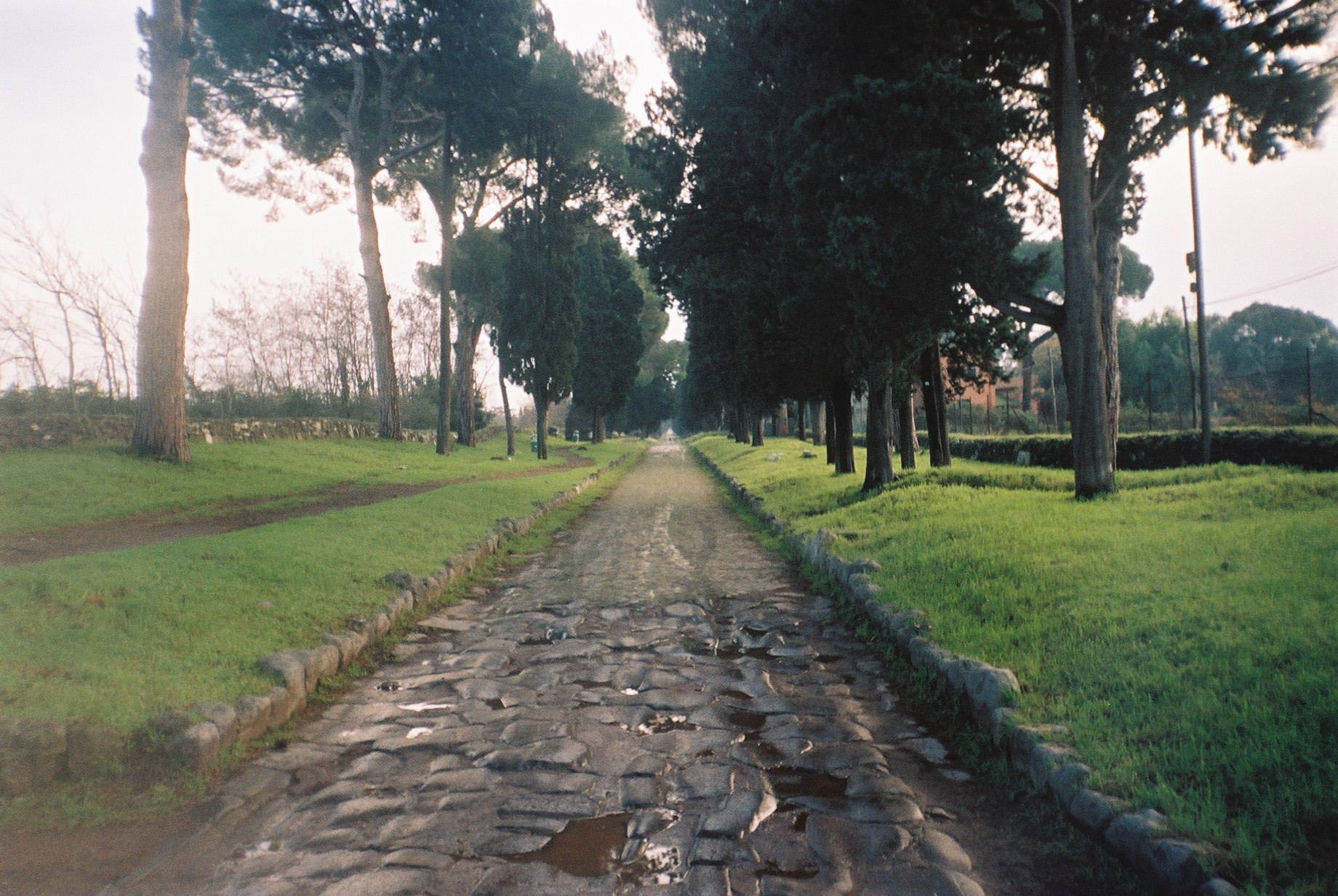
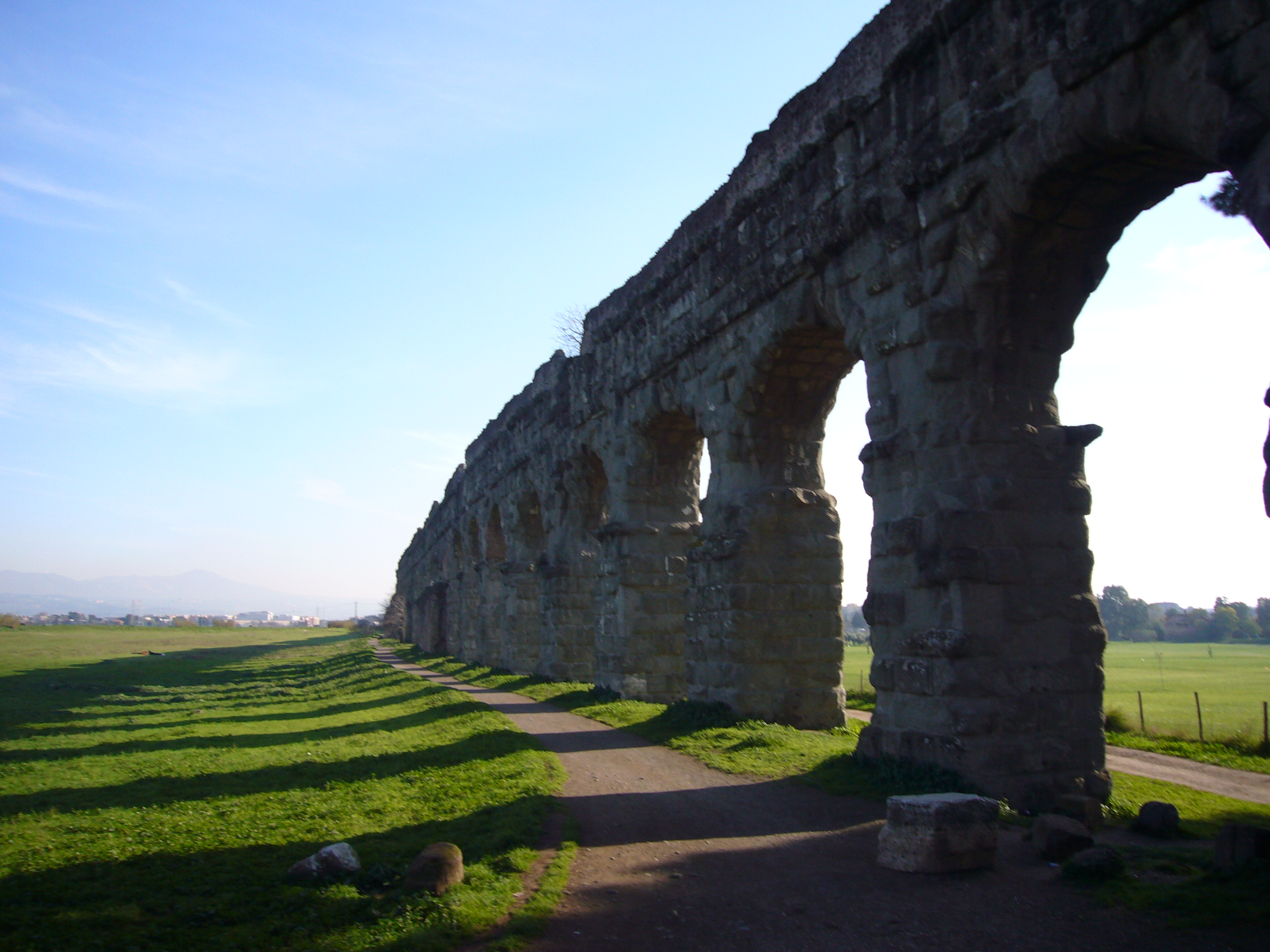
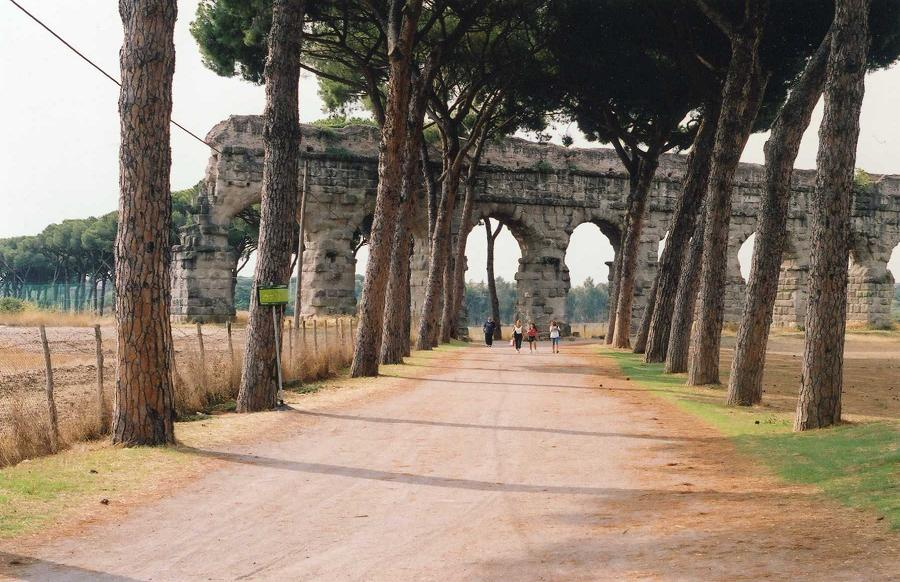